# Бессарабка (Донецкая область)
Бессарабка (укр. Бессарабка) — село на Украине, находится в Новоазовском районе  Донецкой области. Под контролем самопровозглашённой Донецкой Народной Республики.

## География

#### Соседние населённые пункты по странам света
С: Калинино
СCЗ: Октябрьское
СЗ: Дерсово, Чумак
СВ: Клинкино, Самсоново
З: Шевченко
В: Витава, Хомутово, Самойлово
ЮЗ: Порохня, Казацкое, Качкарское
ЮВ: —
Ю: Седово-Василевка, Розы Люксембург

## Население
Население по переписи 2001 года составляло 119 человек.

## Общие сведения
Код КОАТУУ — 1423687702. Почтовый индекс — 87620. Телефонный код — 6296.

## Адрес местного совета
87620, Донецкая обл., Новоазовский р-н, с. Хомутово, ул. Ленина, 120.